# Carlo Castellani (storico della medicina)
Carlo Castellani (Rosario, 12 febbraio 1922 – Campiglia Marittima, 7 agosto 2010) è stato un medico e storico della medicina italiano.

## Biografia
Laureatosi in medicina presso l'Università di Pavia dopo la fine della Seconda Guerra Mondiale, Castellani intraprese la professione medica, che si affiancò ad un crescente interesse per la storia della medicina e più in generale per la storia delle scienze della vita in epoca moderna. L'incontro con Nicola Latronico e con il gruppo di lavoro della rivista Castalia lo portarono ad approfondire i suoi interessi storici, fino ad arrivare alla fondazione di una nuova rivista.
Nel 1967 nacque infatti Episteme: rivista critica di storia delle scienze mediche e biologiche, che Castellani diresse fino al 1976, decimo ed ultimo anno di pubblicazione, a causa degli aumentati costi di stampa. Episteme fu allora assorbita da History and philosophy of the life sciences, la rivista della Stazione zoologica Anton Dohrn di Napoli, che stampò il suo primo numero nel 1979. Episteme non fu solo una rivista, ma agì anche come editore, dal 1971 al 1976, contribuendo al progetto scientifico di Castellani, che prevedeva un attento studio delle fonti e la loro edizione critica come premesse indispensabili alla storia.
In questa ottica Castellani si dedicò in modo particolare allo studio di Lazzaro Spallanzani, ai suoi manoscritti e testi inediti, pubblicando volumi fondamentali per la comprensione del naturalista di Scandiano e partecipando attivamente alla vita del Centro studi Lazzaro Spallanzani.
Nel dicembre del 2007 Castellani donò alla biblioteca del Museo Galileo parte della propria biblioteca scientifica, per circa ottocento volumi fra monografie, miscellanee e fascicoli di periodico, che coprono la storia della biologia, delle scienze naturali e della medicina, oltre a numerosi testi antichi in riproduzione, con una particolare attenzione per Lazzaro Spallanzani.

## Opere
Castellani, oltre ad un centinaio di articoli pubblicati su riviste specializzate, in modo particolare Castalia, Rivista di storia della medicina, Archives internationales d'histoire des sciences, Physis e Episteme, ha pubblicato numerose monografie, opere originali o edizioni critiche di autori storici. 
Ha curato inoltre la revisione del Nuovo dizionario di sessuologia (Longanesi, 1969-1970) ed ha tradotto in italiano testi di medicina e sessuologia.

### Opere originali
- Carlo Castellani, Brevi appunti sulla personalità e sull'opera clinica di Celio Aureliano nei suoi rapporti con la medicina greca, Torino, Castalia, 1959.
- Carlo Castellani, Le donne e il diavolo, Milano, Longanesi, 1963.
- Carlo Castellani, La storia della generazione: idee e teorie dal diciassettesimo al diciottesimo secolo, Milano, Longanesi, 1965.
- Carlo Castellani, Un itinerario culturale: Lazzaro Spallanzani, Firenze, L.S. Olschki, 2001.

### Edizioni critiche e curatele
- Guasparino da Venezia, Secreti medicinali di Magistro Guasparino da Vienexia: antidotario inedito del XIV-XV secolo, a cura di Carlo Castellani, Cremona, Athenaeum Cremonese, 1959.
- Caelius Aurelianus, Da I libri delle malattie acute e da I libri delle malattie croniche, a cura di Carlo Castellani, Torino, Castalia, 1961.
- Jozef Strus, Dell'arte sfigmica, libri V, a cura di Giorgio Invernizzi e Carlo Castellani, Torino, Minerva medica, 1961.
- Pavel Iosifovic Androsov, Suture vascolari meccaniche: caratteristiche e metodi, a cura di Carlo Castellani, Milano, Longanesi, 1968.
- Charles Bonnet, Lettres a M. l'abbé Spallanzani de Charles Bonnet, a cura di Carlo Castellani, Milano, Episteme, 1971.
- Lazzaro Spallanzani, I giornali delle sperienze e osservazioni relativi alla fisiologia della generazione e alla embriologia sperimentale: manoscritti inediti, a cura di Carlo Castellani e Vincenzo G. Leone, Milano, Episteme, 1978.
- Lazzaro Spallanzani, Opere scelte di Lazzaro Spallanzani, a cura di Carlo Castellani, Torino, Unione tipografico-editrice torinese, 1978.
- Lazzaro Spallanzani, Pagine scelte dalle opere, a cura di Carlo Castellani e Mariafranca Spallanzani, Reggio Emilia, 1990.
- Lazzaro Spallanzani, I giornali delle sperienze e osservazioni, a cura di Carlo Castellani, Firenze, Giunti, 1994.
- Lazzaro Spallanzani, I quaderni delle rigenerazioni animali, a cura di Carlo Castellani e Maria Teresa Monti, collana Edizione nazionale delle opere di Lazzaro Spallanzani, Modena, Mucchi, 2002-2003,  vol. 6.1.
- Lazzaro Spallanzani, Viaggio a Costantinopoli, a cura di Carlo Castellani, Paolo Mazzarello e Paola Manzini, vol. 5.3, Modena, Mucchi, 2012.